# Porcellionides linearis
Porcellionides linearis là một loài chân đều trong họ Porcellionidae. Loài này được Budde-Lund mô tả khoa học năm 1885, và có thể được tìm thấy ở Trung Á.